# Gualagüís
Los gualagüises fueron un grupo étnico de Nuevo León, México, cuyo nombre dio origen al actual municipio de Hualahuises. Pertenecieron a la familia étnica de los guachichiles y su presencia en la región está documentada desde el año 1627.
Los descendientes de los gualagüises fueron gradualmente asimilados a través de procesos de mestizaje y ladinización durante el periodo virreinal y posterior a la independencia. No obstante, en el municipio pervive su memoria colectiva, aunque frecuentemente ha sido oscurecida por relatos imprecisos de su historia y cultura originales.
Aunque las estructuras comunitarias indígenas desaparecieron durante el siglo XIX, la presencia gualagüís no desapareció por completo. A lo largo del tiempo, numerosos pobladores de Hualahuises han mantenido un sentido de pertenencia ligado a su origen indígena, expresado de manera discreta en la vida cotidiana y en la tradición oral, más allá de los marcos formales o visibles de la identidad étnica.

## Origen del nombre
Se cree que el término "gualagüís" o "hualahuís" tiene raíces lingüísticas en el náhuatl, particularmente a expresiones como wal- (prefijo direccional: "hacia acá") y wallawi ("venir acá"). Esto sugiere que el nombre puede traducirse como "los que vienen acá". En ese sentido, se trataría de un exónimo o designación atribuida por otros grupos que hablaban variantes del náhuatl.

## Historia

### Primeros registros
Hacia los años de 1627 y 1628, los gualagüises se encontraban al servicio de Martín López, un español radicado en Saltilllo que organizaba entradas hacia el Valle del Pilón con el propósito de capturar indígenas borrados. Estos eran posteriormente trasladados a Saltillo y desde allí redistribuidos hacia centros mineros de la Nueva España, como San Luis Potosí y Zacatecas. Los gualagüises desempeñaban un papel clave en estas incursiones, pues conocían tanto el territorio del valle como el de la sierra.
En una de esas expediciones, López envió a un gualagüís llamado Nicolás, junto con su hermano y muchos otros, para efectuar una entrada contra la ranchería de los anaoames. Durante la incursión, los anaoames mataron al hermano de Nicolás, quien en represalia dio muerte a uno de los miembros de la ranchería que estaban atacando. Después de lo ocurrido Nicolás se retiró y no volvió a la presencia de Martín López. Posteriormente, muchas naciones de las afectadas junto con los gualagüises mataron a López en su casa junto con un compañero suyo llamado Juan de Minchaca y liberaron a los indígenas que se encontraban en la casa.

### Ataques contra españoles
En 1655, los gualagüises llevaron a cabo un ataque nocturno en el Valle del Pilón, donde asaltaron una vaquería perteneciente al capitán Alonso de León. En el acto dieron muerte al mayordomo Miguel Ángel, saquearon la vivienda y tomaron como rehenes a su esposa e hijos. Tras el asalto, se retiraron por la boca del Pilón Chico, recorrieron entre 20 y 25 kilómetros y se refugiaron en una sierra al este, donde contaban con una guarida fortificada.
Ante estos hechos, Martín de Zavala, entonces gobernador del Nuevo Reino de León, envió una compañía armada para castigar a los responsables. Sin embargo, al intentar irrumpir en la sierra, los soldados fueron repelidos por los gualagüises mediante el lanzamiento de piedras y peñascos desde las alturas, provocando la muerte de tres hombres e impidiendo el avance de los españoles. En 1656, los gualagüises atacaron San Pablo de los Labradores (actual Galeana, Nuevo León) donde asesinaron a Nicolás Vázquez y se llevaron consigo a su esposa de origen otomí, Agustina de Escobedo, y a sus hijos, ganado, maíz y armas. Posteriormente se reunieron en la sierra con el grupo que había participado en el ataque del año anterior.
Para enfrentar la situación, el gobernador Zavala encomendó al capitán Antonio Orpinel la captura de los implicados. Este invitó a los gualagüises a trabajar en su hacienda de Matehuala, ofreciéndoles sustento y hospitalidad durante varios días. Finalmente, los convocó a una galera bajo el pretexto de repartirles ropa; una vez dentro, la puerta fue cerrada y un grupo de entre diez y doce hombres armados que se hallaban ocultos en compartimentos internos procedieron a capturarlos. Los prisioneros fueron trasladados al Valle del Pilón, donde el sargento mayor Jacinto García de Sepúlveda ordenó la ejecución por ahorcamiento de veintidós de ellos.

### Reconocimiento
Posteriormente, los gualagüises entregaron a las personas que habían sido capturadas durante los ataques. El gobernador Zavala mandó llamar a Monterrey al capitán indígena Martín Hualahuís, con quien pactó la paz, perdonándole sus delitos y entregándole ropa española como símbolo de reconciliación. Durante la averiguación criminal, se les preguntó a los gualagüises si eran parientes de los guachichiles o de los borrados, a lo cual respondieron que de los primeros y que por serlo se atrevieron a hacer los ataques.
La comunidad fue reconocida como pueblo de indios y convertida en misión con el nombre de San Cristóbal de los Gualagüises, donde llegaron también frailes franciscanos de la provincia de Zacatecas. En 1685, una visita del gobernador encontró a más de 60 indígenas congregados, una iglesia de jacal y un sistema rudimentario de organización agrícola. Entre 1702 y 1715, los líderes gualagüises, entre ellos Nicolás Vázquez de Escobedo, denunciaron la invasión de sus tierras y el poder usurpado por españoles, lo que generó tensiones legales y territoriales persistentes. A pesar de los fallos a su favor, como la ratificación del pueblo de indios por la Real Audiencia de México en 1715, los conflictos continuaron por la ocupación ilegal y el despojo sistemático.

### Declive demográfico
Un testimonio de la asimilación cultural de los gualagüises proviene del historidador José Eleuterio González, quien, al visitar Hualahuises a mediados del siglo XIX, documentó la rápida desaparición de la identidad indígena entre sus habitantes. En sus propias palabras:
En 1837 se deshicieron las comunidades y se emanciparon del todo los indios, desde esta época comenzó la verdadera fusión, desde entonces comenzó a hacerse odiosa la distinción de español y de indio, antes tan apreciada: hace 20 años que aún existían en los pueblos algunas familias de indígenas puros; hoy no existe ya ninguna. A principios de abril de este año estuvimos en Hualahuises, pueblo antes de indios, hoy de nuevoleoneses puros, e informándonos del estado de la raza indígena, vimos con asombro que sólo había dos indios puros octogenarios, cuyos nietos mestizos todos no conservan nada de la primitiva raza.
A pesar de ello, numerosos habitantes del municipio han continuado identificándose como "indios" en épocas recientes, incluso sin pertenecer ya a una comunidad indígena formal. Esta persistencia identitaria revela que, aunque invisibilizada por los discursos oficiales y las políticas de castellanización, la herencia gualagüís ha sobrevivido en la memoria colectiva, en las prácticas culturales cotidianas y en formas particulares de autoadscripción étnica que resistieron a la completa desaparición.

## Lengua
Desde un punto de vista lingüístico, se considera que los gualagüises hablaban una lengua de la familia yutoazteca, posiblemente emparentada con el idioma huachichil. Entre las lenguas indígenas que desaparecieron del actual territorio de Nuevo León, el idioma de los gualagüises ocupa un lugar particular. A diferencia de otras lenguas como el coahuilteco, el carrizo o el tamaulipeco, de las cuales se tiene documentación, el hualahuís es reconocido como distinto, pero sin registros.
La única referencia documentada sobre la lengua de los gualagüises y su posible inteligibilidad con otras hablas de la región proviene de un proceso judicial celebrado en la Ciudad de México en 1796. En dicho juicio se instruyó causa contra José Luis García, identificado como indígena borrado, quien declaró hablar, además del español, la “lengua de los poblanos gualahuises”. A pesar de los esfuerzos realizados por las autoridades para localizar un intérprete competente en dicha lengua, no se logró hallar ninguno. Del mismo modo, se consultó a hablantes de lenguas otopameanas, sin que ninguno de ellos fuera capaz de comprenderla, lo que sugiere que el idioma hualahuís no tenía inteligibilidad mutua con otras lenguas vivas del centro de México.
No obstante, los registros novohispanos indican que eran “ladinos en lengua castellana y mexicana” y un documento de 1711 revela que las autoridades del reino explicaron un pedimento oficial a los gualagüises “por una, dos y tres veces, así en castilla como en mexicano”, es decir, en español y en náhuatl. Esta práctica, destinada a evitar alegatos de ignorancia, demuestra que comprendían el náhuatl, ya sea como lengua de contacto o por su uso en la evangelización.

## Vida cotidiana y cultura
En cuanto a la vestimenta, se sabe que los gualagüises utilizaban atuendos sencillos, pero también se documenta que portaban vestimenta de estilo español en ocasiones especiales, como ceremonias religiosas, bodas o visitas oficiales, en las que la diferenciación social dentro de la comunidad indígena era significativa.
La alimentación se adaptaba a los ciclos del entorno. Durante los meses más secos del año, la comunidad gualagüís solía desplazarse a la sierra, donde aprovechaban recursos naturales como el mezquite para subsistir. Este patrón de movilidad estacional era tan común que, según se registra en una visita oficial, gran parte del pueblo se encontraba ausente por estar en la sierra comiendo mezquites, quedando solo tres personas en el asentamiento.
La vida religiosa de los gualagüises giraba en torno al calendario litúrgico impuesto por la evangelización franciscana. Eran instruidos para asistir a misa dos veces al día, por la mañana y por la tarde. Se celebraban con particular solemnidad la fiesta de San Cristóbal (patrono del pueblo), la Pascua de Resurrección, la Navidad, las Carnestolendas y la festividad de la Circuncisión del Señor (el 1 de enero). En estas fechas, era común la distribución de alimentos, especialmente carne de res, a los congregados.